# Мухін Максим Андрійович
Максим Андрійович Мухін (рос. Макси́м Андре́евич Му́хин, нар. 4 листопада 2001, Тольятті) — російський футболіст, півзахисник клубу ЦСКА та національної збірної Росії. Володар Кубка Росії у складі московського «Локомотива».

## Клубна кар'єра
Максим Мухін народився у 2001 році в Тольятті. Розпочав займатися футболом в Академії футболу імені Юрія Конопльова неподалік Самари, а з 2017 році перейшов до юнацької команди «Крила Рад» із Самари. У 2019 році Мухін перейшов до московського «Локомотива», але розпочав грати у фарм-клубі «залізничників» «Локомотив-Казанка» в Першості ПФЛ. Дебютував у команді 12 жовтня 2019 року в матчі проти команди «Луки-Енергія», в якому футболіст вийшов на поле на 65-ій хвилині матчу замість Георгія Махатадзе, а на 73-ій хвилині відзначився забитим м'ячем. З початку сезону 2020—2021 року розпочав грати в основній команді московського «Локомотива», дебютував у Прем'єр-лізі 8 листопада 2020 року в матчі проти московського «Динамо», вийшовши на заміну замість Данила Кулікова. До кінця сезону зіграв у складі «залізничників» 10 матчів у Прем'єр-лізі.
12 травня 2021 року Максим Мухін вийшов у основному складі «Локомотива» на матч фіналу Кубка Росії, в якому «Локомотив» переміг самарські «Крила Рад», та став у складі «залізничників» володарем Кубка Росії.
28 травня 2021 року повідомлено, що московські команди «Локомотив» та ЦСКА узгодили перехід Максима Мухіна до армійської команди. Станом на серпень 2023 року зіграв у складі армійського клубу 46 матчіву чемпіонаті Росії.

## Виступи за збірну
19 березня 2021 року Максима Мухіна уперше викликали до складу національної збірної Росії. Дебютував у складі збірної 27 березня 2021 року в грі кваліфікаційного раунду чемпіонату світу з футболу 2022 року проти збірної Словенії. На початок червня зіграв у складі збірної 2 матчі.
У кінці травня Максима Мухіна включили до складу збірної Росії для участі в чемпіонаті Європи 2020 року. До кінця року зіграв у складі першої збірної 5 матчів, пізніше до її складу не викликався.
| Дата      | Місто           | Господарі | Результат | Гості     | Турнір             | Голи | Примітки |
| --------- | --------------- | --------- | --------- | --------- | ------------------ | ---- | -------- |
| 27-3-2021 | Сочі            | Росія     | 2 – 1     | Словенія  | Відбір до ЧС 2022  | -    | 86'      |
| 1-6-2021  | Вроцлав         | Польща    | 1 – 1     | Росія     | товариський матч   | -    | 57'      |
| 12-6-2021 | Санкт-Петербург | Росія     | 0 – 3     | Бельгія   | ЧЄ 2020 - 1-й етап | -    | 63'      |
| 16-6-2021 | Санкт-Петербург | Росія     | 1 – 0     | Фінляндія | ЧЄ 2020 - 1-й етап | -    | 85'      |
| 21-6-2021 | Копенгаген      | Данія     | 4 – 1     | Росія     | ЧЄ 2020 - 1-й етап | -    | 67'      |
| Усього    |                 | Матчів    | 5         |           | Голів              | 0    |          |

## Титули і досягнення
- Володар Кубка Росії (3):

«Локомотив» (Москва): 2020-21
ЦСКА: 2022-23, 2024-25
- Володар Суперкубка Росії (1):

ЦСКА: 2025